# Nactus heteronotus
Nactus heteronotus — вид геконоподібних ящірок родини геконових (Gekkonidae). Ендемік Папуа Нової Гвінеї.

## Поширення і екологія
Nactus heteronotus мешкають на південному сході Нової Гвінеї, в Центральній провінції і Національному столичному округу. Вони живуть в прибережних саванах.